# 石原条
石原 条（いしはら じょう、1964年〈昭和39年〉8月1日 - ）は、日本の政治家。元群馬県みどり市長（3期）、元群馬県議会議員（4期）。

## 略歴
1964年（昭和39年）、群馬県山田郡大間々町大間々（現・みどり市大間々町大間々）に生まれる。1983年（昭和58年）群馬県立桐生高等学校を卒業。法政大学法学部法律学科で内田健三に政治学を学び政治家を志し、衆議院議員・中島源太郎の事務所でアルバイトをし、1987年（昭和62年）大学を卒業すると中島の事務所で秘書として勤務。
1991年（平成3年）に群馬県議会議員に立候補するも落選。中島の死を受けて尾身幸次衆議院議員の地元秘書となる。1991年の選挙で敗れた須藤利雄の死去に伴う1994年（平成6年）1月の群馬県議会議員補欠選挙で初当選。県議時代は自由民主党に所属した。県議時代から渡良瀬川流域の大間々町・黒保根村・新里村・東村の4町村の「渡良瀬郡」としての再編成、さらに市としての合併を提唱していた。
2006年（平成18年）4月23日　みどり市長選挙に自民党の推薦を得て出馬。旧笠懸町長の田村確也ら2候補を破り初当選。初代市長に就任。
2018年（平成30年）4月22日、初当選時に掲げていた「3期12年」の公約に従い、3期目の任期満了で退任。

## 人物
趣味はオートバイ。愛車のヤマハ・VMAXで週刊バイクTV#695に登場した。
また地元の桐生競艇場との繋がりから、関東地区モーターボート競走施行者協議会会長などを務める。